# 킹스 벨리
《킹스 밸리》는 1985년에 코나미에서 출시한 비디오 게임으로 왕가의 계곡이라고도 한다. 이집트의 유적인 피라미드를 소재로 만든 게임으로 주인공 플레이어와 적대적인 미라들이 등장하며 코니미에서 1982년에 똑같이 이집트의 유적을 배경으로 출시한 투탕캄이라는 게임도 있었지만 배경빼곤 연관이 없다. 스테이지 안에 있는 보석(보물)들을 획득하여 승강기(문)를 타고 탈출하는 것이 최종 목표이다. 총 15개의 스테이지로 구성되어 있고 15스테이지까지 완료한 뒤 GOAL(골)로 들어가면 게임이 클리어된다.

## 개임의 줄거리
킹스 밸리도 이집트의 유적인 피라미드를 모체로 만들었기에 이집트의 풍습이 많이 녹아난 게임으로 코나미사 게임 중 가장 이집트적인 요소를 많이 담은 게임이다. 게임의 주인공인 탐험가가 어느날 피라미드에 우연치 않게 들어갔는데 그곳에 갖히게 되고 도처에 있는 보석(보물)을 모두 수집해야 비로소 피라미드에서 나오게 된다. 피라미드 안에서도 미라들의 공격을 피해 침착하게 보석을 모은 이후 피라미드에서 탈출한 주인공이 새로운 인생을 개척하게 된다는 줄거리가 주요 내용이다.

## 킹스 밸리의 보석(보물) 아이템 색상
킹스 밸리에는 보석 아이템의 색상이 총 6개 있다. 스테이지내의 모든 보물을 획득해야 다음 스테이지로 이동이 되는 문이 나온다.
- . :남색의 보석(보물)

- . :하늘색의 보석(보물)

- . :노란색의 보석(보물)

- . :회색의 보석(보물)

- . :초록색의 보석(보물)

- . :분홍색의 보석(보물)

## 킹스 밸리의 도구들
킹스밸리에서 플레이어가 쓸 수 있는 도구는 총 두 개가 있다. 플레이어가 도구를 들고 있으면 점프를 할 수 없다.
- 단검:미라를 퇴치할 수 있는 도구로 플레이어가 미라에게 죽는 것을 방지할 수 있다. 미라는 일정시간이 지나면 다시 소생하지만 미라 때문에 죽을 수도 있는 위기상황에선 더없이 소중한 도구이다. 대신 플레이어가 점프를 하지 못한다.

```
곡괭이:단검과 함께 플레이어가 사용할 수 있는 도구로 보석(보물)이 숨겨져 매장되어 있는 지역을 파서 획득할 수 있게 도와주는 도구이다. 신중히 써야 하며 미라들을 먼저 단검 등으로 퇴치하거나 미라가 없을 때 몰래 가서 보석(보물)이 숨겨져 있는 장소를 신중히 파는 것이 좋다. 대신 점프를 못하게 된다.
```

## 킹스 밸리의 적대적 미라들
킹스 밸리에 나오는 미라들은 총 다섯 종류가 있으며 색마다 특성이 다르다.
- 흰색미라: 가장 상대하기 쉬운 미라이며 이동 속도도 느리고 중간에 계속 멈춰서 두리번거리는 버릇이 있으며 계단을 올라가는 속도도 느리다. 점프력도 높지 않아서 구덩이를 파놓으면 빠져버린다. 단 허리까지 오는 1단 구덩이를 빠지게 한 뒤 시간이 지나면 점프로 빠져나오며 두리번거리는 버릇만 사라지게된다. 플레이어가 단검으로 죽이면 다시 원래대로 돌아온다. 가장 강한 미라 중에 하나인 파란색미라와 동반 등장하는 일이 잦다.

- 노란색미라: 흰색미라 다음에 상대하기 쉬운 미라이며 기본적으로 흰색과 비슷하나 좌우의 스테이지를 이동하는 속도도 빠르고 구덩이도 점프로 잘 뛰어넘기에 흰색미라보단 훨씬 조심해야 한다. 노란색부터는 깊은 구덩이에 빠지면 그냥 소멸되버리며 처음에 등장한 곳에 다시 나타난다. 화면의 지도가 두개인 맵스테이지에 주로 등장하는 미라이다.

- 연한 빨간색미라: 노란색미라와 함께 흰색미라 다음으로 그나마 상대하기 쉬운 미라로 기본적으로 흰색과 비슷하지만 계단을 오르락내리락하는 속도가 빠르고 노란색미라처럼 구덩이를 잘 뛰어넘기에 역시 흰색미라보단 훨씬 조심해야한다. 노란색미라와 같이 등장할때가 많은 미라이다.

- 파란색미라: 진한 빨간색미라를 빼곤 가장 껄끄럽고 상대하기 힘든 미라이다. 이동속도로 빠르며 두리번거리지도 않고 구덩이도 점프로 잘 뛰어넘기에 정말 조심해야한다. 올라운드형이라 어찌보면 가장 위협적이지만 진한 빨간색미라보단 계단을 오르락내리락하는 이동속도는 느리고 플레이어를 쫓아올 확률이 진한 빨간색미라보단 낮기에 그나마 진한 빨간색 미라보단 양반인 미라이다. 가장 상대하기 쉬운 미라인 흰색미라와 동반 등장하는일이 많다.

- 진한 빨간색미라: 유일한 약점으로 점프력이 약해 구덩이에 잘 빠진다는것 빼고는 정말 껄끄러운 미라로 다른 미라들보다 훨씬 상대하기 힘든 미라이다. 역시 두리번거리는 일도 없으며 좌우이동속도도 다른 미라들보다 더 빠르고 심지어 킹스벨리의 스테이지 12엔 무려 2명이나 등장하며 계단을 오르락내리락하는 속도도 연한 빨간색미라보다 더 빠르기에 정말 위협적이다. 또한 플레이어를 가장 잘 알아보고 쫓아오는 확률이 높은 미라이기에 진한 빨간색미라가 등장하는 스테이지에선 호신용의 단검을 필수로 차고 다녀야 되는 일이 많다.

## 킹스 밸리의 스테이지별 설명
킹스밸리는 총 15개의 스테이지가 있으며 스테이지의 땅의 색상은 1~4스테이지는 노란색이며 5~8스테이지는 파란색이고 9~12스테이지는 주황색이 되며 13~15는 연두색이 된다. 또한 홀수스테이지는 화면의 지도인 맵이 1개로 고정되어있으며 짝수스테이지는 화면의 지도인 맵이 2개가 된다. 스테이지들을 모두 마치고도 다시 처음부터 시작하는 게임으로 예전의 고전게임이 그랬던것처럼 앞서 서술한 게엠의 줄거리의 내용은 이렇지만 사실상 무한의 방식에 가까운 게임이 되며 다시 시작하면 미라들의 이동속도도 바뀌는등의 난이도도 올라가게 된다.

## 킹스 밸리의 도표
킹스밸리에서 플레이어의 상황을 알려주는 도표는 이렇게 나온다.
- . SCORE(스코어):플레이어가 현재까지 얻은 점수를 나타낸다.

- . HI(하이):플레이어가 현재까지 가장 최고로 얻은 점수를 나타낸다.

- . REST(리셋):플레이어의 목숨수로 게임을 플레이할 수 있는 수를 의미한다. 초기에 5개(잔0 포함)의 목숨수가 주어지고 미라에게 잡히면 1개씩 감소하며 점수를 높게 획득할 때마다 1개씩 늘어난다. 목숨이 전부 소진되면 게임오버가 된다.

## 게임에 관한 총평
지금은 고전게임이지만 정말 재밌는 게임이며 당대의 어린이들에게 사랑받는 게임이였다. 또한 1988년에 후속편인 <<킹스 밸리2 - 엘기자의 봉인>>이 나오기도 했다. 투탕캄과 함께 이집트의 고대유적을 배경으로 하였기에 클래식의 향기를 느낄 수 있는 명작 게임이다.